# 长苞蓝
长苞蓝（学名：Strobilanthes jugorum）为爵床科紫云菜属的植物。分布于越南以及中国大陆的广西、云南等地，属中国原产的植物（非从国外引种）。

## 别名
长苞马蓝（广西植物）

## 种下等级
- Strobilanthes jugornm R. Ben.